# 冠棘鮋
冠棘鮋（学名：Scorpaena hatizyoensis），又名石狗公、石頭魚，为輻鰭魚綱鮋形目鮋亞目鮋科鮋屬下的一个种，為溫帶海水魚，分布於西北太平洋日本八丈島海域，棲息在底層水域，生活習性不明。